# 阿拉伯聯合大公國人權

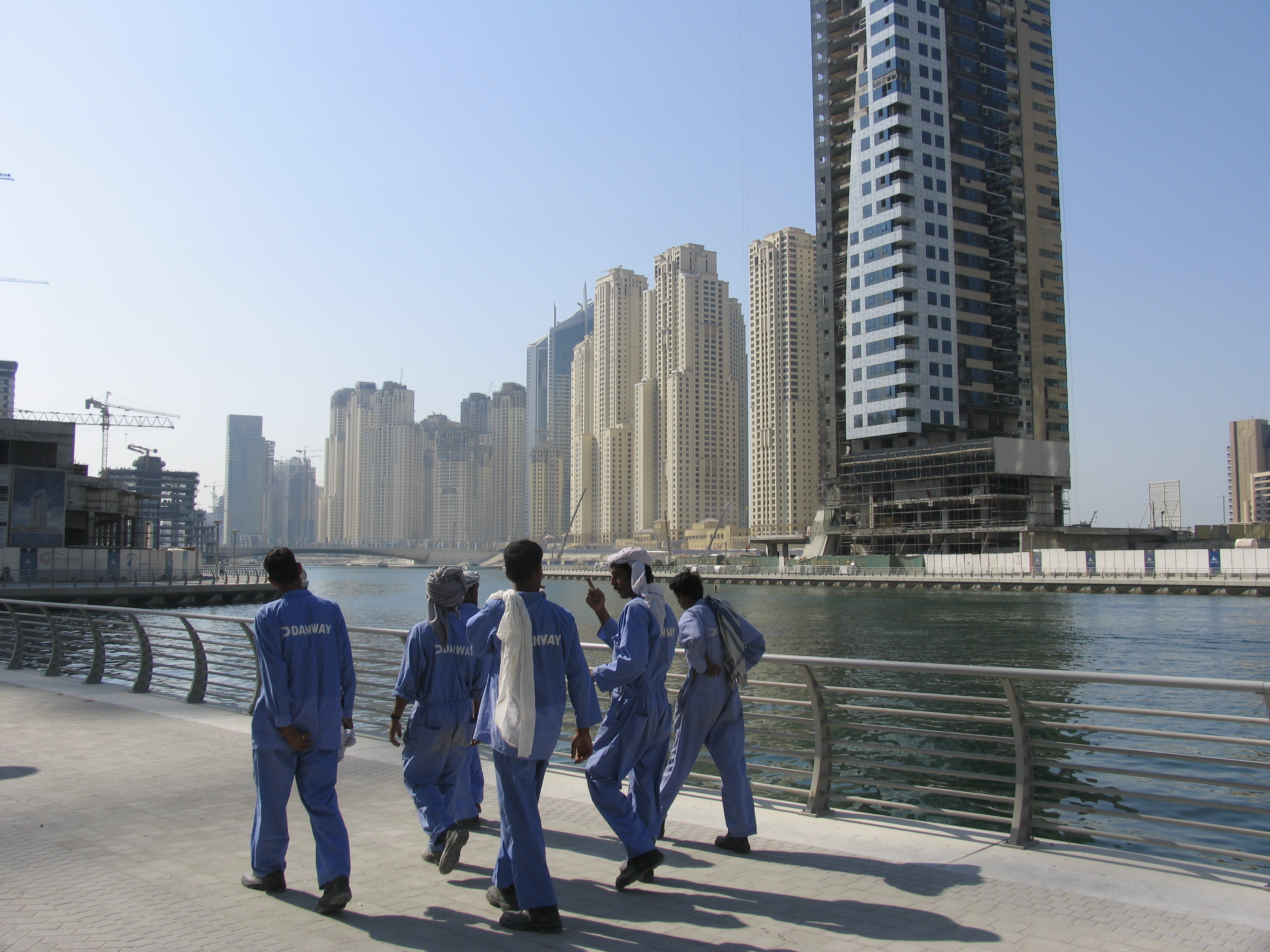
杜拜居住著二十五萬名外籍勞工，其中大多數來自南亞。這些勞工主要從事房地產開發工程，如杜拜碼頭。

阿拉伯聯合大公國的人權受到《阿拉伯聯合大公國憲法》的保護及約束，而其賦予人民自由、平等、法治、行動自由、宗教自由、言論自由、結社自由及就業自由等。阿聯酋普遍被認為是中東地區較自由的國家之一，特別是和鄰近的沙特阿拉伯以及伊朗相比。
儘管有憲法的規定，但根據美國國務院年度人權報告的資料顯示，阿聯酋基本上並沒有產生民主選舉的相關機構、公民沒有更換政府和組成政黨的權利。此外，政府會限制言論自由和新聞自由，當地的傳播媒體也會進行「自我審查」來避免節目出現直接批評政府的言論。在當地的結社自由也是受到限制的。
國際人權和勞工權利等相關的公約阿聯酋大多還沒有簽署，包括《經濟、社會及文化權利國際公約》、《公民權利和政治權利國際公約》及《聯合國禁止酷刑公約》等。
阿聯酋政府目前正在計畫成立「國家人權委員會」。

## 移民和勞工權利
根據英國廣播公司報導，在杜拜工作的外籍建築工人通常無法得到一個月該有的工資，且他們幾乎無法離開杜拜，因為這樣子不但賺不到錢，還會導致自己負債累累。但其中更重要的因素是，大多數外籍勞工為了進入杜拜，往往得先放棄自己的護照，因此想要回國變得非常困難。
2005年12月，印度領事館向杜拜當局提交一份報告，其主題是印度僑民在杜拜工作所面臨的問題。報告內容強調延遲支付工資、勞工生活環境和超時工作等問題。2006年3月21日，一群外籍勞工在哈里發塔的工地發生暴動，砸毀了施工工具、汽車和辦公桌椅，並要求提高工資和減短工作時間。
對外籍勞工的不平等待遇已經引發世界上不少人權組織的關注，並曾經試圖說服政府加入國際勞工組織（International Labour Organization）和開放成立工會。然而，杜拜當局否認對外籍勞工的不平等待遇，並表示人權觀察的報告是錯誤的。2006年3月底，阿聯酋勞工部長Ali al - Kaabi發表聲明：「勞動者將被允許成立工會。」

## 外部連結
- （英文）杜拜裡的勞改營 （页面存档备份，存于）- 《衛報》（The Guardian）對於在杜拜工作的南亞籍勞工所拍攝之圖片
- （英文）杜拜的黑暗面 （页面存档备份，存于） - Johann Hari 對於在杜拜工作的南亞籍勞工所發表之相關文章
- （英文）安薩伯尼信託 （页面存档备份，存于）